# Aktion T4

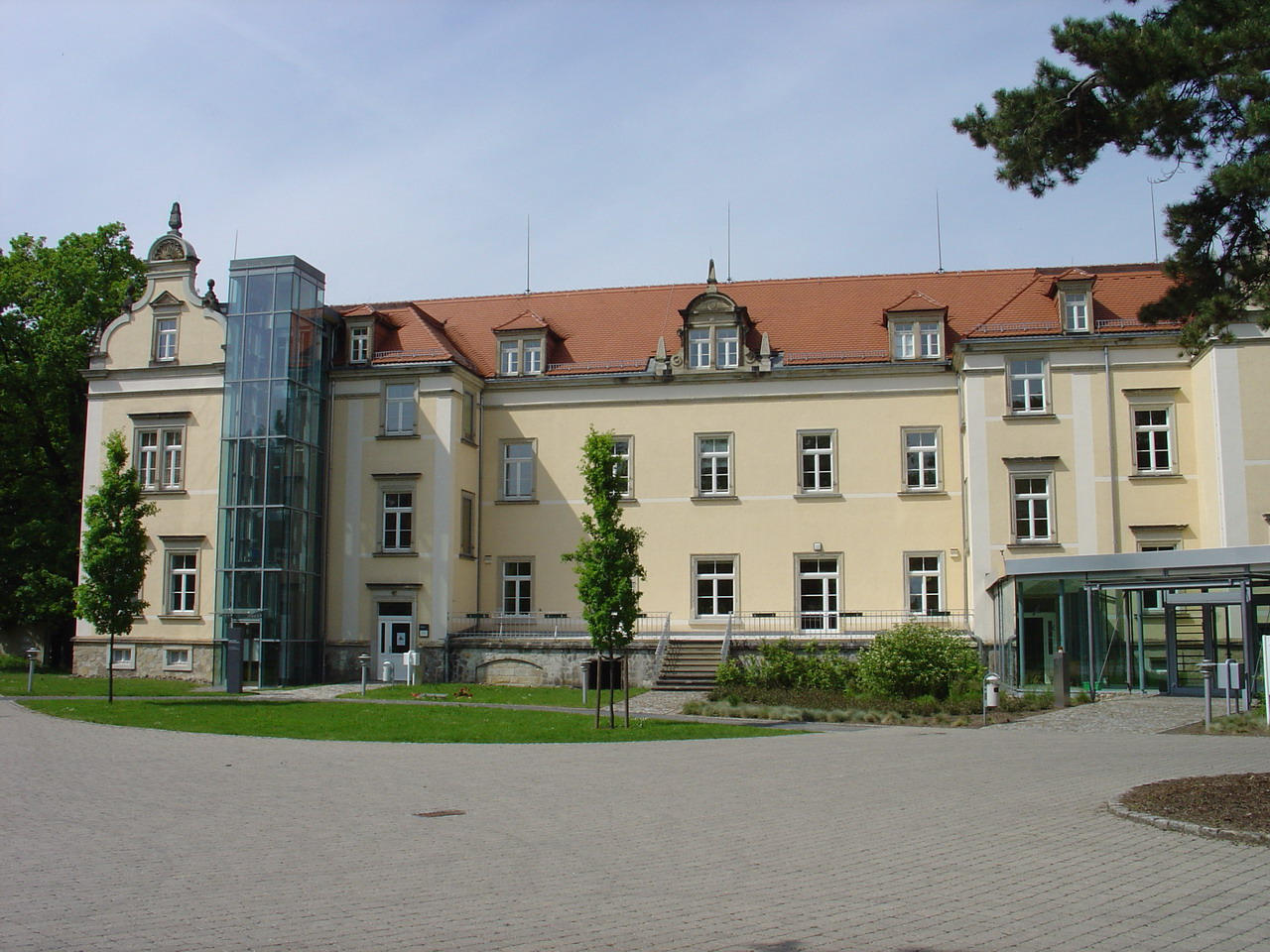
In de kelder van dit gebouw in Pirna-Sonnenstein werden in de jaren 1940 en '41 13.720 mensen met een cognitieve of psychische stoornis alsmede minstens 1.031 gevangenen uit concentratiekampen vergast

Aktion T4 was de naam die na de oorlog werd gebruikt voor het eugenetische programma van nazi-Duitsland op basis van "genadedoding" en verplichte sterilisatie. Het programma werd in oktober 1939 gestart op bevel van Adolf Hitler. Het bureau dat dit Sonderprogramm moest uitvoeren werkte onder de leiding van Reichsleiter en chef van de Rijkskanselarij Philipp Bouhler en van Hitlers lijfarts, Karl Brandt. De naam T4 is afgeleid van het adres van het kantoor, Tiergartenstraße 4 in Berlijn.

## Doel
Het doel van het programma was het behouden van de genetische zuiverheid van het Germaanse volk door het systematisch vermoorden van mensen die misvormd of gehandicapt waren of die leden aan een vorm van psychiatrische ziekte. Argumenten om deze moord te rechtvaardigen waren het in de ogen van de nazi's "zinloze bestaan" en het "zinloze lijden" van deze patiënten. Het zuiveringsprogramma werd "genadedoding" genoemd, omdat de naziartsen dit als een daad van barmhartigheid zagen en het voorgesteld werd als de meest humane wijze om deze zieken uit hun lijden te verlossen. Deze stelling was van SS-Gruppenführer en Generalleutnant in de Waffen-SS Karl Brandt. Hij werd in het Artsenproces, een van de Processen van Neurenberg, ter dood veroordeeld en later opgehangen. Daarnaast waren er ook economische overwegingen: wie in de gehandicaptenzorg werkte kon niet dienen als soldaat of werken in de oorlogsindustrie.
Gehandicapte kinderen werden van hun familie gescheiden en naar speciale ziekenhuizen gebracht. Er werd via de toenmalige media ingespeeld op de angst dat binnen een aantal jaren een groot deel van het Duitse volk uit geestelijk gestoorden zou bestaan, reden om zo snel mogelijk te handelen. Het woord 'euthanasie' werd in de nazipropaganda niet gebruikt, waardoor de werkelijke bedoelingen van de nazi's (in het begin) onontdekt bleven. Het programma werd later uitgebreid met volwassenen, waarvan de meesten verplicht gesteriliseerd werden.

## Omstandigheden

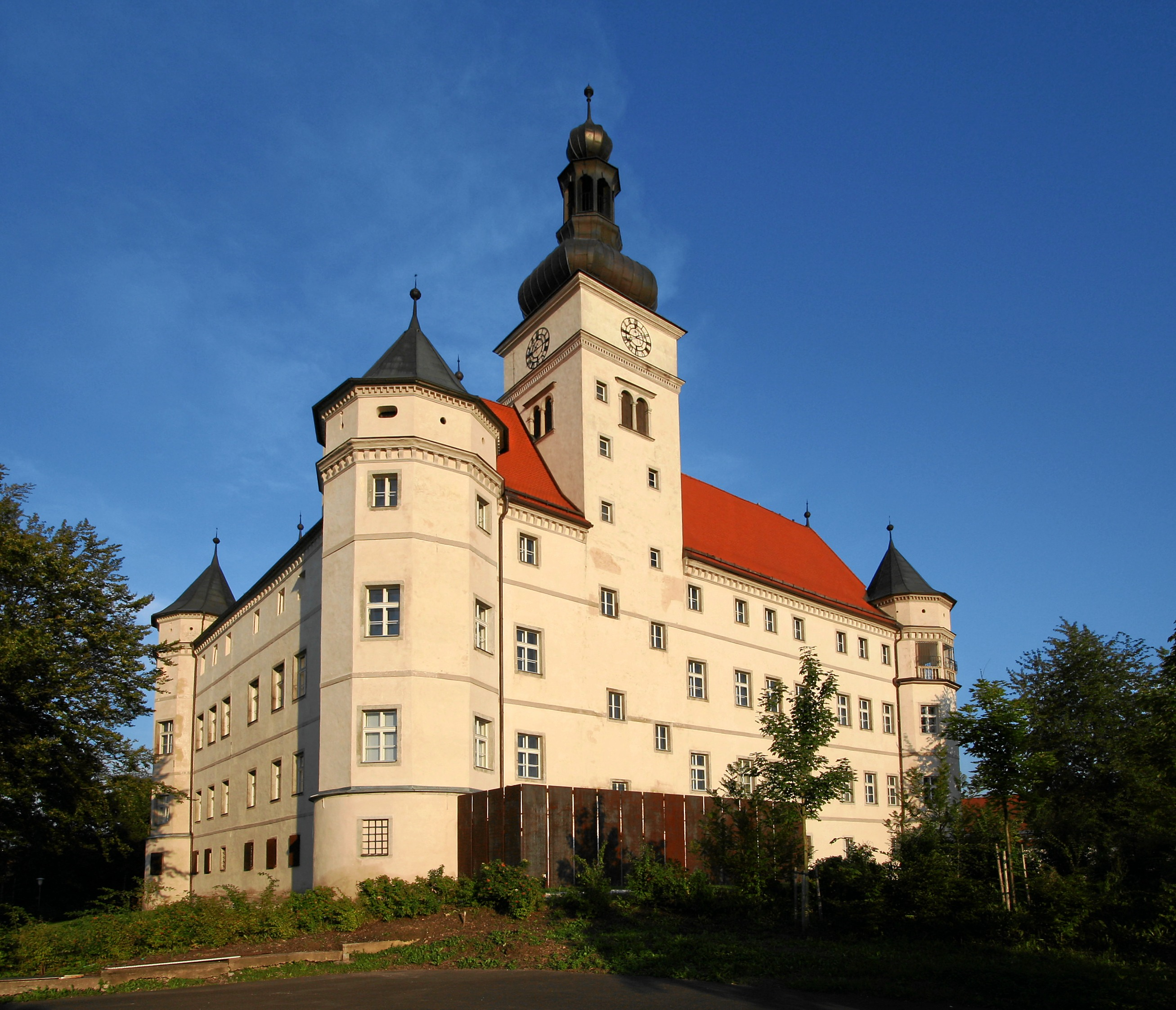
De inrichting Hartheim

De uitroeiing gebeurde in Euthanasiecentrum Grafeneck (vanaf 20 januari 1940), Euthanasiecentrum Hartheim (vanaf 6 mei 1940), Euthanasiecentrum Hadamar (vanaf januari 1941), Tötungsanstalt Bernburg (vanaf 21 november 1940), Brandenburg an der Havel (vanaf 8 februari 1940) en Sonnenstein (vanaf juni 1940) door vergassing, verstikking, injecties, vergiftiging, verhongering en overdoses medicijnen. De eerste experimenten met gaswagens werden uitgevoerd in maart 1940 in het ziekenhuis in Kochanowka bij Łódź. Kort daarna voerden de nazi's verdere experimenten uit waarbij ze koolmonoxide uit de uitlaat van een vrachtwagen in een gesloten kamer lieten stromen. Veel van deze uitroeiingen stonden onder toezicht van de psychiaters Carl Hans Heinze Sennhenn en Werner Villinger. Sennhenn leverde honderden hersenen aan nazionderzoekers. Werner Villinger voerde experimenten met mensen uit voor ze de dood in te sturen. Nog voor de Holocaust werden de eerste gaskamers gebouwd in Hartheim, waar vooral volwassenen gedood werden met koolmonoxide.

## Tijdelijke stop
Op 18 augustus 1941 liet Hitler het programma tijdelijk stoppen onder druk van de Katholieke Kerk (Clemens August kardinaal von Galen), de andere kerken en de families van de slachtoffers. Meer dan 70.000 mensen waren toen al vermoord. De Duitse openbare weerstand leidde tot vertraging maar niet tot een totale stop; het programma werd in het grootste geheim voortgezet. Getrainde troepen bleven hun gang gaan. Sommige onderdelen van het programma werden overgebracht naar militaire concentratiekampen. In Beieren werd door de minister van binnenlandse zaken, de fanatieke nazi Walter Schultze, in 1942 het zogenoemde Hongerdecreet (Hunger-Erlass) uitgevaardigd. Hiertoe geadviseerd door onder andere de directeur van een inrichting in Kaufbeuren, bepaalde hij dat een deel van de psychiatrische patiënten voedsel, zoals groentesoep, zouden krijgen met geen enkele voedingswaarde. Door de uitvoering van dit decreet kregen duizenden patiënten in Beierse inrichtingen hongeroedeem en stierven gemiddeld drie maanden na de start van dit 'dieet'.

## Kampen
Een groot aantal van de betrokkenen bij het programma nam ook actief deel aan de Holocaust. Een deel van hen hield zich bezig met het ontwikkelen van de gaskamers in vernietigingskampen Bełżec en Treblinka, in het kader van Aktion Reinhard. Naast Auschwitz-Birkenau, Majdanek en Chełmno waren dit de voornaamste plaatsen van de dood van duizenden mensen. De meeste mensen stierven door ondervoeding en ziekten onder de gevangenen.

## Resultaat
Tegen het einde van 1941 was elke derde inwoner van een psychiatrische inrichting in Duitsland al dood, ofwel door moord of door verhongering, wat leidde tot 93.000 vrije bedden. Een geschatte 200.000 mensen stierven onder het programma. Ook een achternichtje van Hitler, Aloisia Veit, behoorde tot de slachtoffers. Zij was schizofreen en werd in december 1940 vergast. Dit programma eindigde niet in 1941. Artsen en verpleegkundigen bleven het uitvoeren in ziekenhuizen in Duitsland, Oostenrijk en Polen. Het moorden werd zodanig uitgevoerd dat het wantrouwen van de Duitse bevolking geminimaliseerd werd. Zulke voorzorgsmaatregelen werden niet genomen toen mensen uit de bezette gebieden werden vermoord. Wreed en gewelddadig optreden werd gerapporteerd en opgetekend.

## Na de oorlog
Artsen en verplegend personeel die betrokken waren bij het euthanasieprogramma werden lang niet altijd voor de rechter gebracht. Ook verantwoordelijke hoge ambtenaren ontsnapten aan vervolging en bleven na de oorlog in de Duitse gezondheidszorg werken.

### Gedenktekens, monumenten

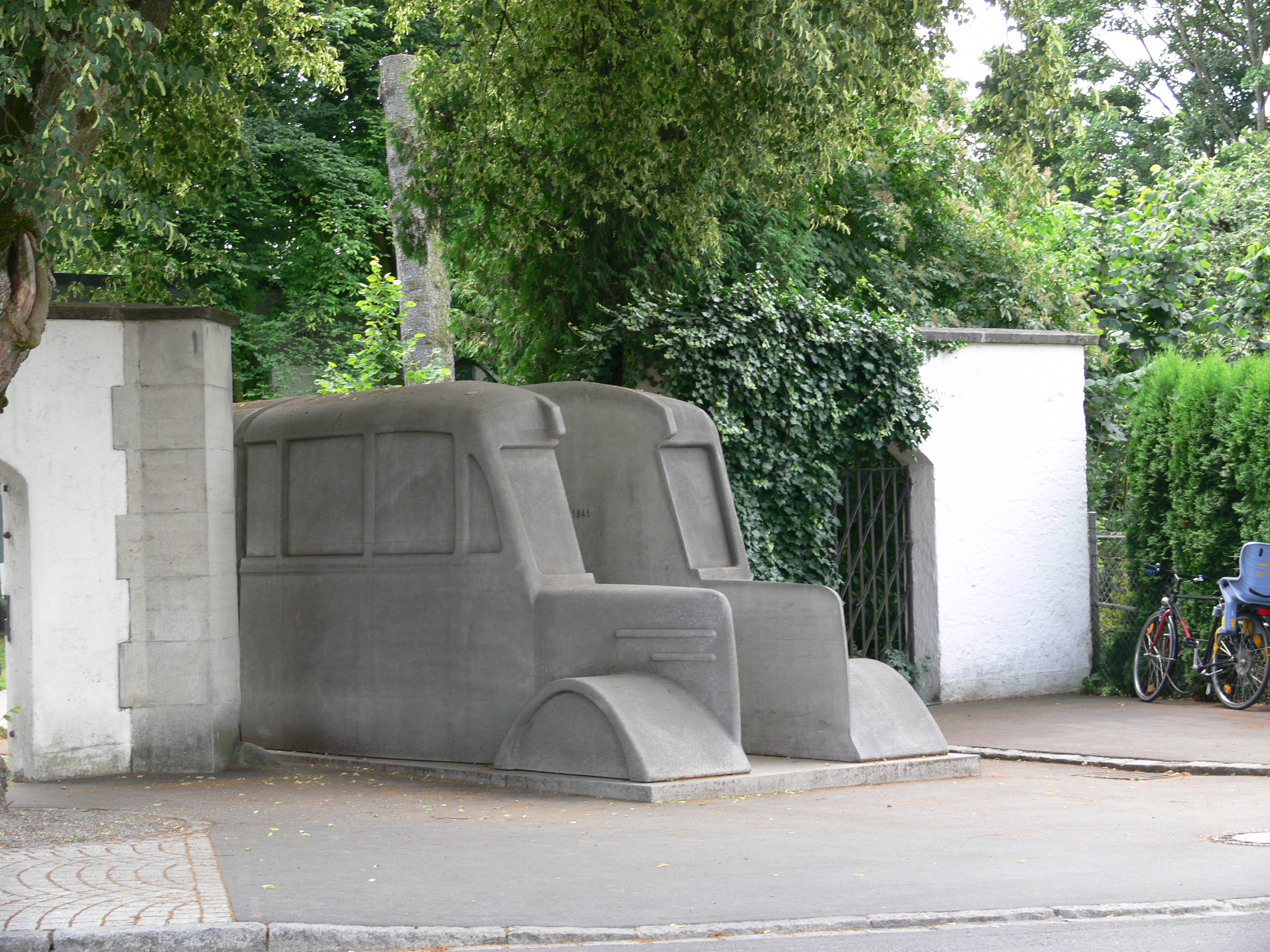
Monument der grijze bussen

In het kader van de Aktion T4 werden in 1940 in totaal 691 patiënten van de psychiatrische kliniek in de Abdij van Weißenau bij Ravensburg, onder wie ook kinderen, door de beruchte grijze bussen (Graue Busse) van de nazi-organisatie met de schuilnaam Gemeinnützige Krankentransport GmbH (Gekrat), Nederlands: Het algemeen nut dienende ziekenvervoer B.V., overgebracht naar het euthanasie-centrum Schloss Grafeneck en daar vermoord.
De kunstenaars Horst Hoheisel en Andreas Knitz ontwierpen in 2005 een gedenkteken, bestaande uit twee betonnen grijze bussen in de vorm van de voor de deportatie van de patiënten gebruikte autobussen, type Mercedes-Benz O 3750. Van de busmodellen ontbreekt het middenstuk. De bezoeker wordt geacht, als hij of zij daarin staat, na te denken over de gruweldaad, die hier herdacht wordt. Een van de twee bussen is permanent opgesteld voor een vroegere toegangspoort van de instelling te Ravensburg-Weißenau. De andere bus reist in het kader van het herdenken van de oorlogsmisdaden van Adolf Hitlers nazi's, met name de Aktion T4, en staat ieder jaar op een andere locatie in Duitsland opgesteld. In 2023 werd een derde exemplaar van dit monument vervaardigd. Het is permanent opgesteld bij het voormalige Euthanasiecentrum  Hadamar.
Op 8 juli 2013 legde de bondsminister van Cultuur in de Tiergartenstraße, waar het kantoor van de dienst stond, de eerste steen voor een monument voor de slachtoffers van dit project.